# Diyu

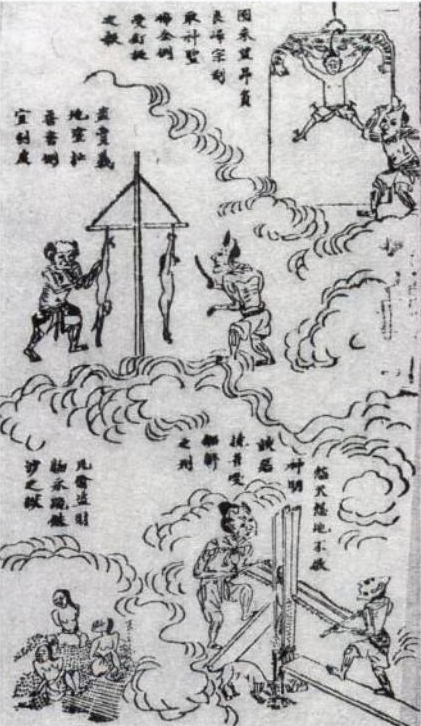
Pictură cu demonii din Diyu chinuind păcătoșii.

Diyu reprezintă Infernul, în mitologia chineză.
Conceput încă din China Antică, după idei predominant budiste, dar și unele taoiste, Diyu se prezintă ca un spațiu întunecat sub un munte de foc, care are un oraș principal numit Fong-tu, și mai multe alte orașe și sate. Calea de intrare în acest tărâm al morții se face prin Koei-men-kouan (Poarta Demonilor). În apropierea porții curge râul Naiha, peste care se află trei poduri: unul din aur pentru zei, unul din argint pentru oamenii fără păcate și unul din lemn putred pentru oamenii păcătoși. Sub podul din lemn se află șerpi din bronz și câini din fier care îi mușcă pe păcătoși. Diyu are 10 mari palate guvernate de câte un rege-demon, ultimul palat și cel mai mare fiind guvernat de zeul Yan luo wang, conducătorul suprem al Infernului chinezesc.